# José Barroso (calciatore)
José Alberto da Mota Barroso, noto semplicemente come José Barroso (Braga, 26 agosto 1970), è un allenatore di calcio ed ex calciatore portoghese, di ruolo centrocampista.

## Palmarès

### Giocatore

#### Competizioni nazionali
- Campionato portoghese: 2

Porto: 1996-1997, 1997-1998
- Coppa del Portogallo: 1

Porto: 1997-1998
- Supercoppa di Portogallo: 1

Porto: 1996